# سياسة ملء الفراغ
سياسة ملء الفراغ أو سياسة سد الفراغ هي سياسة استعمارية تبنتها الولايات المتحدة الأمريكية، ووظفتها بعد انسحاب القوى الاستعمارية التقليدية. ظهرت السياسة أثناء الحرب الباردة، تهدف إلى بسط السيطرة الأمريكية على المناطق التي زال منها الاستعمار الأوروبي في أفريقيا وأسيا والشرق الأوسط، بهدف حماية المصالح الاقتصادية للدول الرأسمالية أمام الزحف الشيوعي الذي يطالب بالمساواة، فقد وظفتها الولايات المتحدة الأمريكية بعد ضعف وانسحاب القوى الاستعمارية التقليدية - فرنسا وبريطانيا - لملء الفراغ السياسي المتروك. قابلها الاتحاد السوفيتي بدعمه للحركات التحررية و تجسدت في الفينتام.
تاريخ سياسة ملء الفراغ يعود إلى فترة ما بعد الحرب العالمية الثانية، حيث كانت القوى الاستعمارية الأوروبية تنهار وتنسحب من العديد من المناطق. بموجب هذه السياسة، قامت الولايات المتحدة بتدعيم الحكومات الموالية لها وتدخل في الشؤون الداخلية للدول التي انسحبت منها القوى الاستعمارية. وتحتل سياسة ملء الفراغ مكانة هامة في تاريخ العلاقات الدولية، ولا تزال تؤثر على العديد من الصراعات السياسية والاقتصادية في العالم حتى يومنا هذا.
مبدأ أيزنهاور في سياسة ملء الفراغ: عملت الولايات المتحدة، بعد الحرب العالمية الثانية، على أن تحل محل القوى الإستعمارية الأوروبية، فرنسا وبريطانيا، في المناطق التي انسحبت منها، في إفريقيا وآسيا والشرق الأوسط.
وفي عام 1957 بعد العدوان الثلاثي على مصر، أعلن الرئيس الأمريكي دوايت أيزنهاور، ونائبه ريتشارد نيكسون، عن سياسة (ملء الفراغ) التي كانت تقضي بسد الفراغ الناجم عن انسحاب فرنسا وبريطانيا، من مستعمراتهما.
القواعد العسكرية والحرب الباردة
وقد ارتكزت خطة أيزنهاور، التي قدمها إلى الكونغرس، وعُرفت لاحقاً بـ (مبدأ ايزنهاور) على 5 نقاط هي: إحلال النفوذ الأمريكي محل البريطاني والفرنسي، وحماية منابع النفط، ووقف الاتحاد السوفييتي، وضمان أمن إسرائيل. وكان من متطلبات الخطة تفويض الرئيس باستخدام الجيش الأمريكي، وتقديم المساعدات العسكرية، في المنطقة، وهو ما استند إليه أيزنهاور في تدخله العسكري في الحرب الأهلية اللبنانية، منتصف عام 1958، بطلب من الرئيس اللبناني أنذاك، كميل شمعون.

## المشروع
طرح الرئيس ايدوايت ايزونهاور مشروع ملء الفراغ عام 05 جانفي 1957 خلال فترة حكمه للولايات المتحدة قدم مبلغ يقارب 200 مليون دولار لضرب حركات التحرر في دول اسيا والمشرق العربي وتعزيز الكيان الصهيوني بعد تأميم الرئيس المصري جمال عبد الناصر قناة السويس وانسحاب بريطانيا منها ويقوم هذا المشروع على أربع ركائز:
- حلول النفوذ الأمريكي محل البريطاني والفرنسي
- حماية منابع النفط
- وقف الاتحاد السوفيتي
- ضمان أمن إسرائيل